# Knud Lundberg Prisen
 Der er for få eller ingen kildehenvisninger i denne artikel, hvilket er et problem. Du kan hjælpe ved at angive troværdige kilder til de påstande, som fremføres i artiklen.

Knud Lundberg Prisen er en pris, der gives til "en person, der har gjort en ekstraordinær og virkningsfuld indsats for at fremme fodboldens fornemste elementer ud over kamp og konkurrence - nemlig holdspillet, legen og fairness". 
Med hæderen følger en check på 40.000 kr. 
Lundberg-prisen er opkaldt efter fodboldspilleren Knud Lundberg som en anerkendelse af Lundbergs livslange indsats som spiller og debattør. 
Tidligere modtagere er: Peter Mikkelsen, Kim Vilfort, Thomas Helveg, Flemming Povlsen, Jean-Marc Bosman, Michael Laudrup, Martin Jørgensen, Svend Aage Ringbæk, René Henriksen, Tommy Troelsen, Per Bjerregaard og Claus Jensen.